# مالكوم بوجي
مالكوم بوجي (بالإنجليزية: Malcolm Bogie)‏ هو لاعب كرة قدم بريطاني في مركز جناح ‏، ولد في 26 ديسمبر 1939 في إدنبرة في المملكة المتحدة. لعب مع غريمسبي تاون ونادي هيبرنيان.